# Eretris oculata
Eretris oculata är en fjärilsart som beskrevs av Felder 1867. Eretris oculata ingår i släktet Eretris och familjen praktfjärilar. Inga underarter finns listade i Catalogue of Life.